# 39677 Анаґарібальді
39677 Анаґарібальді (39677 Anagaribaldi) — астероїд головного поясу.
Тіссеранів параметр щодо Юпітера — 3,172.